# Deskova vas
Deskova vas este o localitate din comuna Črnomelj, Slovenia, cu o populație de 30 de locuitori.